# Štítina
Štítina (deutsch Stettin, schlonsakisch: Ščičina) ist eine Gemeinde im Okres Opava in der Region Mährisch-Schlesien in Tschechien. Sie wurde bis Anfang des 18. Jahrhunderts als Troubky (deutsch Trupke) bezeichnet.

## Geographie
Štítina liegt acht Kilometer östlich von Opava. Nachbarorte sind Kravaře im Norden, Dolní Benešov im Osten, Hrabyně im Südosten, Nové Sedlice (Neusedlitz) im Süden und Komárov (Komorau) im Westen.

## Geschichte

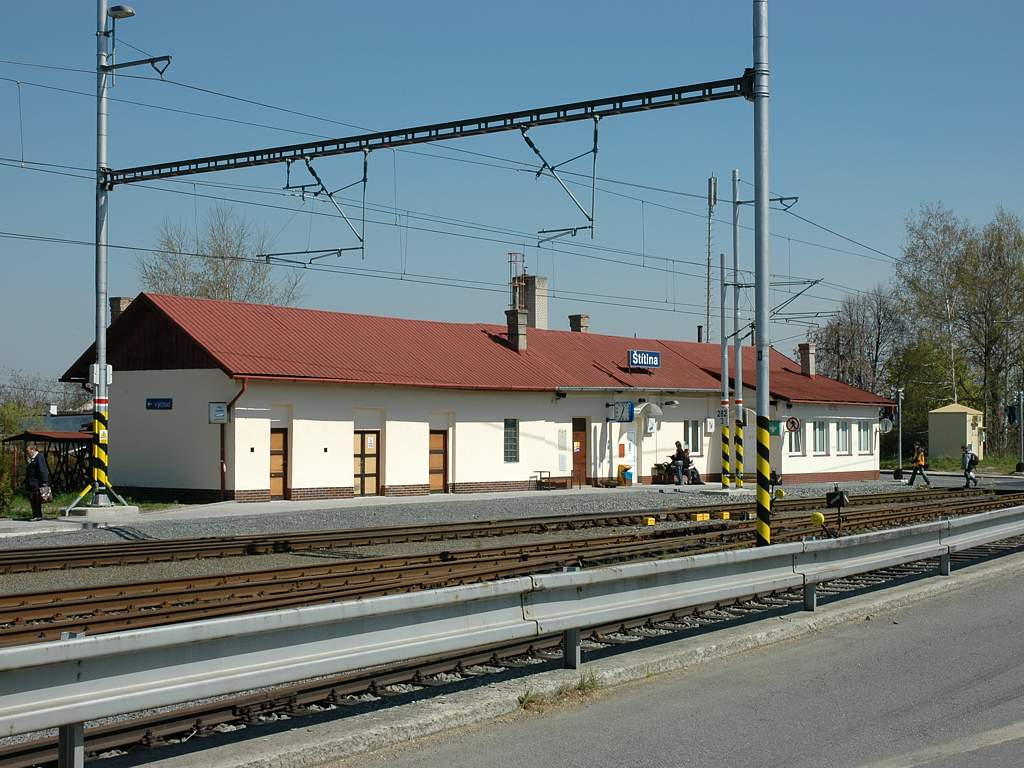
Bahnhof Štítina

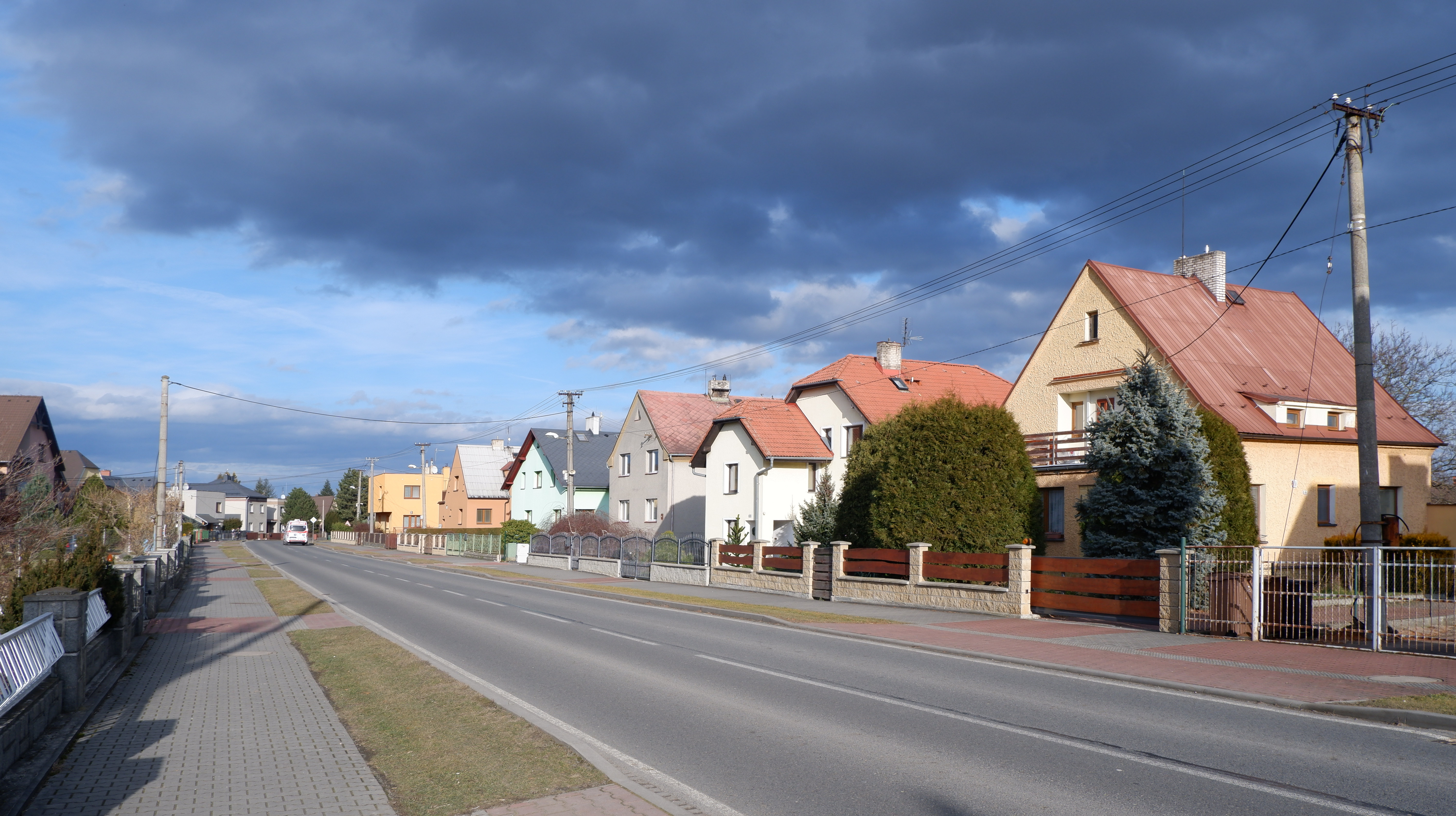
Hauptstraße

Der ursprüngliche Name von Štítina war Troubky (Trupke). Es entstand um die ehemalige Feste Štítina und war bei der erstmaligen urkundlichen Erwähnung 1282 im Besitz der Brüder Wok und Jaroslaw von Stettin (Vok a Jaroslav ze Štítina), deren Nachkommen Troubky bis 1370 besaßen. Die Feste Štítina wurde erstmals 1377 bei der Aufteilung des Herzogtums Troppau erwähnt. 1432 verkaufte Hartel Tunkl Troubky dem Čěňek von Tworkau. 1569 erwarb Friedrich von Czettritz die Herrschaft Stettin, dem nach seinem Tod 1572 die Söhne Georg Ulrich und Johann Balthasar folgten, die den Besitz jedoch wieder verkauften. 1582–1599 baute Nikolaus Krawarn von Tvorkov die Feste zu einem Schloss im Stil der Renaissance um. Weitere Besitzer waren die Herren Mosch von Moritsch und von Bock. Seit Anfang des 18. Jahrhunderts wurde Troubky/Trupke als Štítina/Stettin bezeichnet. Ende des 18. Jahrhunderts gehörte Stettin den Chorynský von Ledska, die im Schloss eine herrschaftliche Brauerei einrichteten. 1837 verkaufte Ernst Otto Czeike von Badenfeld Stettin an den Deutschen Orden. Dieser bestimmte es zum Verwaltungszentrum der Grundherrschaft, zu der auch das benachbarte Hrabyně gehörte. Das Schloss wurde nachfolgend als Verwaltungs- und Wirtschaftsgebäude genutzt.
Nach der Aufhebung der Patrimonialherrschaften gehörte Stettin ab 1850 mit dem Ortsteil Dvořisko/Oppahof zur Bezirkshauptmannschaft Troppau, die 1918 an die neu gegründete Tschechoslowakei gelangte. 1914 löste sich Dvořisko los und bildete eine eigene politische Gemeinde.
Nach dem Münchner Abkommen 1938 wurde der Ort dem Deutschen Reich zugeschlagen und gehörte bis 1945 zum Landkreis Troppau. Im Frühjahr 1945 fand zwischen Stettin und Deutsch Krawarn während der Mährisch Ostrauer Operation eine Panzerschlacht statt. Ende April nahmen die Rote Armee und Tschechoslowakische Einheiten den Ort ein. Nach dem Zweiten Weltkrieg kam Štítina 1945 an die Tschechoslowakei zurück.
1974 wurde Nové Sedlice eingemeindet; der Ort wurde 1997 wieder eigenständig. Seit 1996 führt Štítina ein Wappen und Banner.

### Einwohnerentwicklung
- 1869: 524 Einwohner
- 1900: 587 (davon 29 Deutsche)
- 1930: 1079 (davon 43 Deutsche)
- 1950: 818
- 1951: 1594

## Sehenswürdigkeiten
- Die Kapelle der hl. Maria Magdalena wurde um 1579 von Nikolaus Krawarn von Tvorkov errichtet.
- Schloss Štítina, 1988 abgerissen.

## Persönlichkeiten
- Moritz Johann Sachs von Hellenau (1844–1933), österreichisch-ungarischer Vizeadmiral.